# 埋もれ木 (映画)
『埋もれ木』（うもれぎ）は、2005年に全国公開された日本映画。監督は小栗康平。第58回カンヌ国際映画祭で特別上映され、国内外で注目された。また、主演の女子高生三人（夏蓮、松川リン、榎木麻衣）を7000人の一般公募者の中から選出したことで話題になった。

## あらすじ
山に近い小さな町。三人の女子高生が、短い物語を作り、それをリレーして遊ぶことを思いつく。次々と紡がれる物語は、未来へと向かう夢―。

## キャスト
- 夏蓮：まち
- 松川リン：時絵
- 榎木麻衣：高子
- 浅野忠信：三ちゃん
- 岸部一徳：丸さん
- 坂本スミ子：とみえ婆さん
- 田中裕子、松坂慶子、平田満他